# Epiphanes macroura
Epiphanes macroura är en hjuldjursart som först beskrevs av Barrois och Daday 1894.  Epiphanes macroura ingår i släktet Epiphanes och familjen Epiphanidae. Inga underarter finns listade i Catalogue of Life.